# Łyżwiarstwo szybkie na Zimowych Igrzyskach Olimpijskich 1924 – bieg na 10 000 m mężczyzn
Bieg na 10 000 metrów mężczyzn w łyżwiarstwie szybkim na Zimowych Igrzyskach Olimpijskich 1924 rozegrano 27 stycznia na torze Stade Olympique de Chamonix. Mistrzem olimpijskim na tym dystansie został Julius Skutnabb z Finlandii, ustanawiając jednocześnie pierwszy rekord olimpijski. 

## Wyniki
| Miejsce | Zawodnik         | Państwo           | Czas    |
| ------- | ---------------- | ----------------- | ------- |
| 01 !    | Julius Skutnabb  | Finlandia         | 18:04,8 |
| 02 !    | Clas Thunberg    | Finlandia         | 18:07,8 |
| 03 !    | Roald Larsen     | Norwegia          | 18:12,2 |
| 4       | Fridtjof Paulsen | Norwegia          | 18:13,0 |
| 5       | Harald Strøm     | Norwegia          | 18:18,6 |
| 6       | Sigurd Moen      | Norwegia          | 18:19,0 |
| 7       | Léonhard Quaglia | Francja           | 18:25,0 |
| 8       | Valentine Bialas | Stany Zjednoczone | 18:34,0 |
| 9       | Richard Donovan  | Stany Zjednoczone | 18:57,0 |
| 10      | Asser Wallenius  | Finlandia         | 19:03,8 |
| 11      | Alberts Rumba    | Łotwa             | 19:14,0 |
| 12      | Joe Moore        | Stany Zjednoczone | 19:36,2 |
| 13      | Harry Kaskey     | Stany Zjednoczone | 19:45,2 |
| 14      | Leon Jucewicz    | Polska            | 20:40,8 |
| 15      | André Gegout     | Francja           | 21:03,4 |
| -       | Georges de Wilde | Francja           | DNF     |